# Flash Lite
Flash Lite ([flæʃ lʌɪt]) — устаревшая технология, основанная на использовании Flash-плеера на мобильных устройствах. последняя версия Flash Lite 4.0

## Хронология версий
- Macromedia Flash Lite 1.0 — основана на версии Flash player 4 для настольных компьютеров.
  - Macromedia Flash Lite 1.1 — являлась просто доработанной и улучшенной версией Flash Lite 1.0.
- Macromedia Flash Lite 2.0 — основана на версии Flash player 7 для настольных компьютеров.

- Adobe Flash Lite 2.1 — Запуск на платформе BREW
- Adobe Flash Lite 3 —  основан на Flash 8, что уменьшает разрыв между мобильным и настольным контентом, поддерживая видеостандарт H.264, а также видеокодные кодеки On2 VP6 и Sorenson. Flash Lite 3 также вводит поддержку видеоконтента FLV (используется YouTube и Google Video).
- Adobe Flash Lite 3.1
- Adobe Flash Lite 4  —   поддерживает ActionScript 3 и является плагином браузера, а не автономным плеером. Он также расширяет функции Flash Lite с поддержкой нескольких касания, передовым двигателем визуализации текста и интерфейсом геолокации.

При создании Flash Lite плееров версий 1.0 и 1.1 в качестве прототипа был использован Flash player 4 для настольных компьютеров. То есть практически разработчики компании Macromedia (ныне Adobe) просто адаптировали эту версию плеера для настольных компьютеров под специфические возможности мобильных устройств. В этих версиях Flash Lite использовалась модель программирования Flash Player 4, в которой ещё не поддерживалась точечная нотация (обращение к клипам при помощи оператора «точка»), а объектной модели не существовало вовсе.
При разработке Flash Lite 2.0 мобильного плеера за основу был взят Flash player 7 для настольных компьютеров. С появлением Flash Lite 2.0 можно не использовать с функцию tellTarget() и слеш-нотацию, используемой в Flash 4, так как Flash Lite 2 полностью поддерживает синтаксис и объектную модель ActionScript 2.0.

## Новые возможности Flash Lite 2.0

### Поддержка ActionScript 2.0
Flash Lite 2.0 полностью поддерживает синтаксис и объектную модель Action Script 2.0 за исключением, разве что, некоторых возможностей, поддержка которых невозможна аппаратной средой устройства. Кроме того, в ActionScript для Flash Lite 2 добавлены некоторые возможности, специфичные для мобильных устройств.

### Проигрывание видео
Flash Lite 2.0 поддерживает проигрывание видео, используя при этом видео-кодеки устройства. Это означает, что любой видеофайл, воспроизведение которого поддерживается устройством, будет проигрываться во Flash Lite 2.0 (самыми распространёнными на мобильных устройствах являются форматы 3GP и MPEG4).
Видео может быть внедрено в SWF-файл, загружено из локальной папки или из сети. Flash Lite всегда использует специальные приложения, установленные на устройстве, при воспроизведении видео.

### Анализатор внешних XML-файлов
Работа с внешними данными во Flash Lite 1.1 сильно ограничивалась только одним поддерживаемым форматом данных. Данные должны были поступать в URL-кодировке в виде пар «имя-значение», что было достаточно трудоёмкой задачей и сильно усложняло загрузку и передачу структурированной информации. Благодаря тому, что Flash Lite 2.0 поддерживает загрузку и анализ внешних данных в формате XML, можно использовать семейство XML-объектов Flash 7 для загрузки и передачи данных.

### Локальное сохранение данных
Flash Lite 2.0, так же как и Flash 7, поддерживает возможность локального хранения структур данных на устройстве в виде специальных объектов - shared objects. Список лучших результатов, настроек приложения и данные, введённые пользователем, могут быть сохранены на устройстве, чтобы быть использованными при последующем запуске приложения. Эта возможность позволяет разрабатывать гораздо более функциональные приложения по сравнению с Flash Lite 1.1.

### Загрузка внешних изображений и звуков
Так как Flash Lite 1.1 не поддерживал загрузку внешних медиа-данных, звуки и изображения приходилось внедрять в SWF-файл. Используя же последнюю версию плеера, можно загружать внешние изображения и звуки прямо с устройства или из сети. Эта возможность позволяет обновлять файлы с изображениями и звуками, без перекомпилирования, а также уменьшает объём самого SWF-файла.

## Прекращение поддержки
Adobe прекратила выпуск обновлений Flash Player для Android 10 сентября 2013 года. Был выпущен Flash Player версии 11.1.111.73 для Android 2.x и 3.x, а также Flash Player версии 11.1.115.81 для Android 4.0.x. Эти релизы стали последними обновлениями Flash Player для мобильной платформы Android. Хотя Adobe не рекомендует использовать эти, уже устаревшие версии, но их можно установить и использовать для воспроизведения Flash содержимого, даже в более современных версиях Android, например Android 10, но с 1 января 2021 года не функционирует .
1. ↑  Adobe Flash Lite 4 * Adobe Flash Lite 4. Дата обращения: 8 сентября 2010. Архивировано 10 октября 2010 года.